# Münster (Selters)
Münster ist ein Ortsteil der Gemeinde Selters im mittelhessischen Landkreis Limburg-Weilburg.

## Geographische Lage
Münster liegt im Tal des Laubusbachs im östlichen Hintertaunus. Am Rand des Orts befindet sich ein Naherholungsgebiet mit einem kleinen See, der nach dem ehemaligen Bürgermeister Alfred Schösser, der ihn anlegen ließ, Lago Alfredo genannt wird.
Münster grenzt im Westen und Norden an den Marktflecken Villmar sowie an die beiden Villmarer Ortsteile Weyer und Langhecke. Weiter im Uhrzeigersinn schließen sich Wolfenhausen, Haintchen, Eisenbach und Oberbrechen an. Waldgebiete, die Teile sich anschließender, größerer Forste sind, finden sich vor allem am Rand der Gemarkung, so dass nur rund ein Drittel der Münsterer Gemarkung bewaldet ist. Der Ort selbst liegt auf 220 bis 235 Metern Höhe, während das Gelände im Nordosten der Gemarkung auf bis zu 330 Meter ansteigt.

## Geschichte
Für die Entwicklung von Münster war die strategische Lage an zwei historischen Fernstraßen, der „Heerstraße“ von Limburg zur Wetterau und der „Hessenstraße“ vom Rheingau nach Marburg und Kassel, entscheidend. Bereits um 910 errichteten dort die fränkischen Herzöge (Konradiner) auf der „Burg“ eine befestigte Raststätte auf halbem Weg zwischen ihren Burganlagen in Limburg und Weilburg. Die Lahngau-Grafen erhoben Münster („Monasterium“) zum Verwaltungs- und Kirchen-Zentrum im Laubustal, dem weitere fünf Dörfer angehörten. Mit dem Niedergang des Konradiner-Geschlechts gelangten deren Güter 993 als Schenkung des Kaisers Otto III. an das Bistum Worms. Dessen Stiftsherren übertrugen im Jahr 1194 die Herrschaft von Münster an das Prämonstratenser-Kloster Arnstein an der Lahn. Für das 15. Jahrhundert sind eine Waldschmiede und ein Bergwerk in der Münsterer Gemarkung verbürgt. 1596 erwarb die Wied-Runkel die Herrschaft über die Gemeinde, bis 1806 die Grafschaft Wied-Runkel schließlich im Herzogtum Nassau aufging.

## Wüstung Felden
Wenig westliche des Ortsrands, zwischen Stollen- und Petrimühle, südlich der heutigen Verbindungsstraße nach Weyer, befand sich die inzwischen wüst gefallene Siedlung Felden. Vermutlich im Jahr 821 wird erstmals der Ort als Feldum urkundlich erstmals erwähnt, mit Sicherheit aber 1154 als Velde. 1412 ist letztmals eine eigenständige Gemarkung Velden nachgewiesen.

### Hexenverfolgung
Aktenkundig wurde Münster im 17. Jahrhundert während der Hexenverfolgung. 1652 wurde zusammen mit vier anderen Frauen Agnes Lang aus Münster der Hexerei beschuldigt und angeklagt. Ihr Ehemann, der Schneidermeister Johannes Lang, zog bis vor das Reichskammergericht in Speyer, bekam seine Frau frei und trug dazu bei, dass die Hexenprozesse in der Herrschaft Runkel beendet wurden. Heute ist eine Ortsstraße nach ihm benannt.

### 19. und 20. Jahrhundert

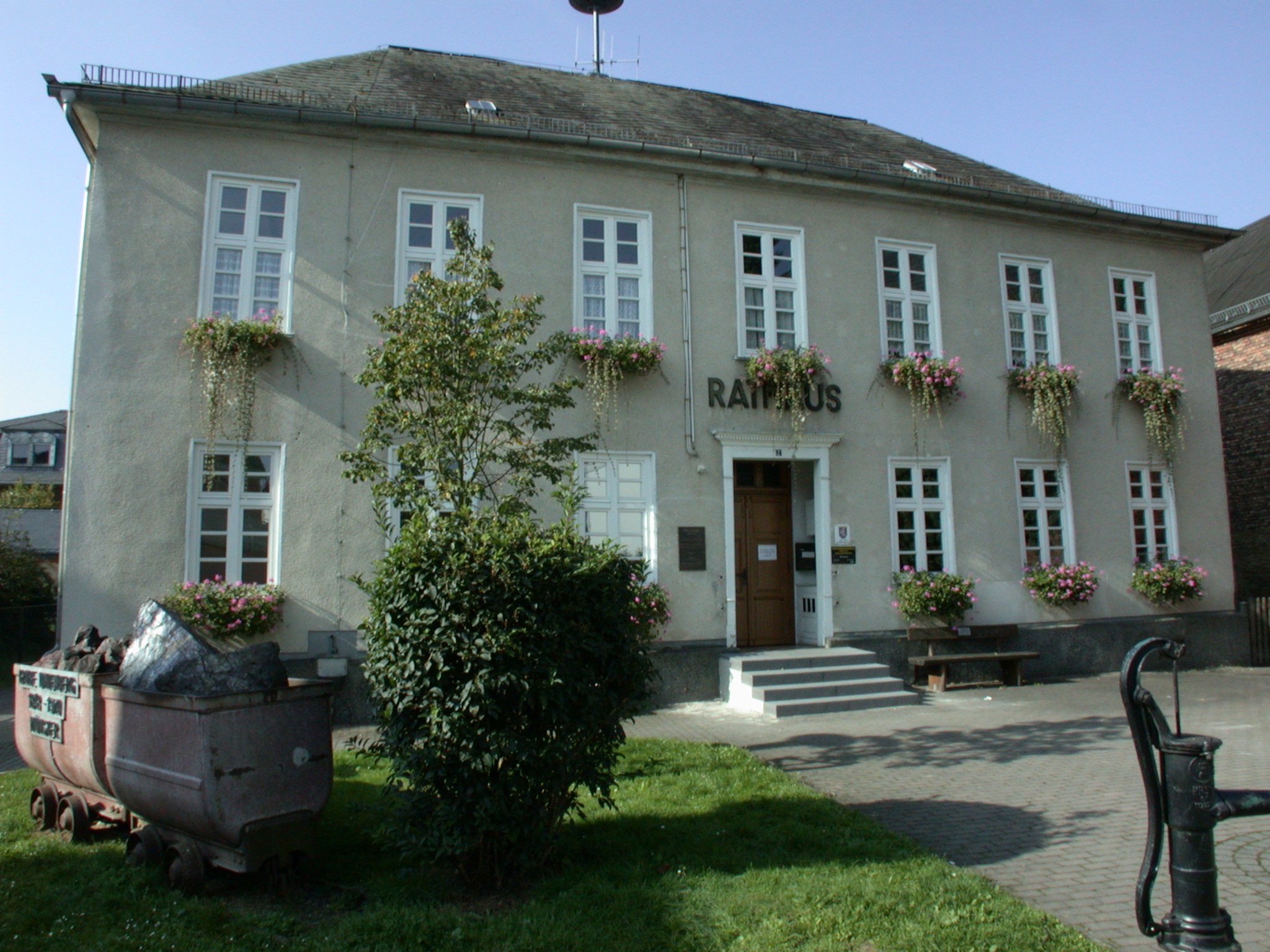
Alte Schule und ehemaliges Rathaus. Links im Bild: Erzlore aus der Grube „Lindenberg“.

Im 19. Jahrhundert kam es im Ort zu mehreren Bränden, nach denen die Neustraße als neue Mittelachse in Nord-Süd-Richtung angelegt wurde. Im 19. und frühen 20. Jahrhundert wurde in der Münsterer Gemarkung intensiv Bergbau betrieben und vor allem Eisenstein sowie Schiefer abgebaut. Bis zu 28 Gruben waren gleichzeitig in Betrieb. Nach und nach übernahmen größere Bergbaukonzerne die einzelnen Abbaubetriebe und errichteten eine Seilbahn zum Materialtransport nach Aumenau. Von 1906 bis 1911 entstand ein rund zwei Kilometer langer Stollen bis an den Nachbarort Langhecke. Als wichtigste bildete sich bald die Grube „Lindenberg“ heraus. Ihr Schacht reichte 250 Meter tief. Zusammengerechnet waren ihre Stollen 14 Kilometer lang. Schätzungsweise lieferte sie während ihres Bestehens rund zwei Millionen Tonnen Eisenerz. Die Grube „Lindenberg“ wurde auch als letzte der Münsterer Abbaustellen 1970 geschlossen. Der Aufschwung des Bergbaus zog ein massives Bevölkerungswachstum nach sich. Von rund 700 auf gut 1300 wuchs die Bewohnerschaft im Verlauf des Jahrhunderts an.
Im Jahr 1867 wurde Münster Teil des Oberlahnkreises in der preußischen Provinz Hessen-Nassau. 1910 betrug die Einwohnerzahl 977. Im Zweiten Weltkrieg brannten zwölf Scheunen und Schuppen bei einem Fliegerangriff ab. Beim Einmarsch der Amerikaner am 27. März 1945 wurden einige Schüsse abgegeben, weil bis in der vorherigen Nacht SS-Einheiten im benachbarten Wald gelegen hatten, dann aber abgezogen waren. Die Amerikaner waren darüber nicht informiert und eröffneten aus Panzerspähwagen das Feuer.
Im Jahr 1956 wurde ein neues Schulgebäude erbaut. Nachdem 1971 der Schulunterricht in Münster eingestellt wurde, bezog 1974 der Kindergarten das Gebäude.

### Hessische Gebietsreform
Zum 1. Juli 1974 wurde im Zuge der Gebietsreform in Hessen die Gemeinde Münster im ehemaligen Oberlahnkreis mit Niederselters, Eisenbach und Haintchen (alle früher Kreis Limburg) zu einer neuen Gemeinde mit dem Namen „Selters (Taunus)“ im neuen Landkreis Limburg-Weilburg kraft Landesgesetz zusammengeschlossen. Für alle nach Selters eingegliederten Gemeinden wurde ein Ortsbezirk mit Ortsbeirat und Ortsvorsteher nach der Hessischen Gemeindeordnung gebildet.

### Verwaltungsgeschichte im Überblick
Die folgende Liste zeigt die Staaten und Verwaltungseinheiten, denen Münster angehört(e):
- vor 1806: Heiliges Römisches Reich, Grafschaft (ab 1791 Fürstentum) Wied-Runkel, Amt oder Herrschaft Runkel
- ab 1806: Herzogtum Nassau,[Anm. 2] Standesherrschaft Wied-Runkel, Amt Runkel
- ab 1849: Herzogtum Nassau, Kreisamt Limburg
- ab 1854: Herzogtum Nassau, Amt Runkel
- ab 1867: Königreich Preußen, Provinz Hessen-Nassau, Regierungsbezirk Wiesbaden, Oberlahnkreis
- ab 1871: Deutsches Reich, Königreich Preußen, Provinz Hessen-Nassau, Regierungsbezirk Wiesbaden, Oberlahnkreis
- ab 1918: Deutsches Reich, Freistaat Preußen, Provinz Hessen-Nassau, Regierungsbezirk Wiesbaden, Oberlahnkreis
- ab 1944: Deutsches Reich, Freistaat Preußen, Provinz Nassau, Oberlahnkreis
- ab 1945: Deutsches Reich, Amerikanische Besatzungszone, Groß-Hessen, Regierungsbezirk Wiesbaden, Oberlahnkreis
- ab 1946: Deutsches Reich, Amerikanische Besatzungszone, Hessen, Regierungsbezirk Wiesbaden, Oberlahnkreis
- ab 1949: Bundesrepublik Deutschland, Hessen, Regierungsbezirk Wiesbaden, Oberlahnkreis
- ab 1968: Bundesrepublik Deutschland, Hessen, Regierungsbezirk Darmstadt, Oberlahnkreis
- ab 1974: Bundesrepublik Deutschland, Hessen, Regierungsbezirk Darmstadt, Landkreis Limburg-Weilburg
- ab 1981: Bundesrepublik Deutschland, Hessen, Regierungsbezirk Gießen, Landkreis Limburg-Weilburg

## Bevölkerung

### Einwohnerstruktur 2011
Nach den Erhebungen des Zensus 2011 lebten am Stichtag dem 9. Mai 2011 in Münster 1080 Einwohner. Darunter waren 60 (5,6 %) Ausländer. Nach dem Lebensalter waren 168 Einwohner unter 18 Jahren, 408 zwischen 18 und 49, 258 zwischen 50 und 64 und 243 Einwohner waren älter. Die Einwohner lebten in 471 Haushalten. Davon waren 129 Singlehaushalte, 159 Paare ohne Kinder und 141 Paare mit Kindern, sowie 36 Alleinerziehende und 6 Wohngemeinschaften. In 117 Haushalten lebten ausschließlich Senioren und in 303 Haushaltungen lebten keine Senioren.

### Einwohnerentwicklung
| Münster: Einwohnerzahlen von 1834 bis 2020 | Münster: Einwohnerzahlen von 1834 bis 2020 | Münster: Einwohnerzahlen von 1834 bis 2020 | Münster: Einwohnerzahlen von 1834 bis 2020 | Münster: Einwohnerzahlen von 1834 bis 2020 |
| --- | ------------------------------------------ | ------------------------------------------ | ------------------------------------------ | ------------------------------------------ |
| Jahr |                                            |                                            |                                            | Einwohner                                  |
| 1834 | 1834                                       |                                            | 931                                        | 931                                        |
| 1840 | 1840                                       |                                            | 1.069                                      | 1.069                                      |
| 1846 | 1846                                       |                                            | 1.124                                      | 1.124                                      |
| 1852 | 1852                                       |                                            | 1.176                                      | 1.176                                      |
| 1858 | 1858                                       |                                            | 1.131                                      | 1.131                                      |
| 1864 | 1864                                       |                                            | 1.252                                      | 1.252                                      |
| 1871 | 1871                                       |                                            | 1.263                                      | 1.263                                      |
| 1875 | 1875                                       |                                            | 1.265                                      | 1.265                                      |
| 1885 | 1885                                       |                                            | 1.280                                      | 1.280                                      |
| 1895 | 1895                                       |                                            | 1.121                                      | 1.121                                      |
| 1905 | 1905                                       |                                            | 980                                        | 980                                        |
| 1910 | 1910                                       |                                            | 977                                        | 977                                        |
| 1925 | 1925                                       |                                            | 961                                        | 961                                        |
| 1939 | 1939                                       |                                            | 818                                        | 818                                        |
| 1946 | 1946                                       |                                            | 1.144                                      | 1.144                                      |
| 1950 | 1950                                       |                                            | 1.158                                      | 1.158                                      |
| 1956 | 1956                                       |                                            | 1.024                                      | 1.024                                      |
| 1961 | 1961                                       |                                            | 1.048                                      | 1.048                                      |
| 1967 | 1967                                       |                                            | 1.046                                      | 1.046                                      |
| 1970 | 1970                                       |                                            | 1.021                                      | 1.021                                      |
| 1980 | 1980                                       |                                            | ?                                          | ?                                          |
| 1990 | 1990                                       |                                            | ?                                          | ?                                          |
| 2000 | 2000                                       |                                            | ?                                          | ?                                          |
| 2011 | 2011                                       |                                            | 1.080                                      | 1.080                                      |
| 2015 | 2015                                       |                                            | 1.059                                      | 1.059                                      |
| 2020 | 2020                                       |                                            | 1.050                                      | 1.050                                      |
| Datenquelle: Historisches Gemeindeverzeichnis für Hessen: Die Bevölkerung der Gemeinden 1834 bis 1967. Wiesbaden: Hessisches Statistisches Landesamt, 1968. Weitere Quellen: LAGIS; nach 1970: Gemeinde Selters (Internetarchiv); Zensus 2011 |                                            |                                            |                                            |                                            |

### Historische Religionszugehörigkeit
| • 1885: | 1258 evangelische (= 89,29 %), 12 katholische (= 0,94 %), 10 jüdische (= 0,78 %) Einwohner |
| • 1961: | 827 evangelische (= 78,91 %), 218 katholische (= 20,80 %) Einwohner                        |

## Kultur und Sehenswürdigkeiten

### Vereine
Auf Ortsebene bestehen die Vereine Freiwillige Feuerwehr Münster e. V., gegründet 1933 (seit 30. November 1989 mit Jugendfeuerwehr), die BvD-Ortsgruppe Münster, der Förderverein „KiTa Münster“, der Geschichtsverein, der Kirchenchor 1928, die Landfrauen Münster, die Sängervereinigung „Harmonie 1842“, der Sportverein 1945, der Tennisclub 1991, der Turnverein Münster 1902 e. V., die VdK-Ortsgruppe, der Förderverein Mehrzweckhalle Selters-Münster e. V. und der Kulturverein Lago Alfredo – Club kultureller Notwendigkeit e. V.

### Bauwerke

#### Evangelische Kirche

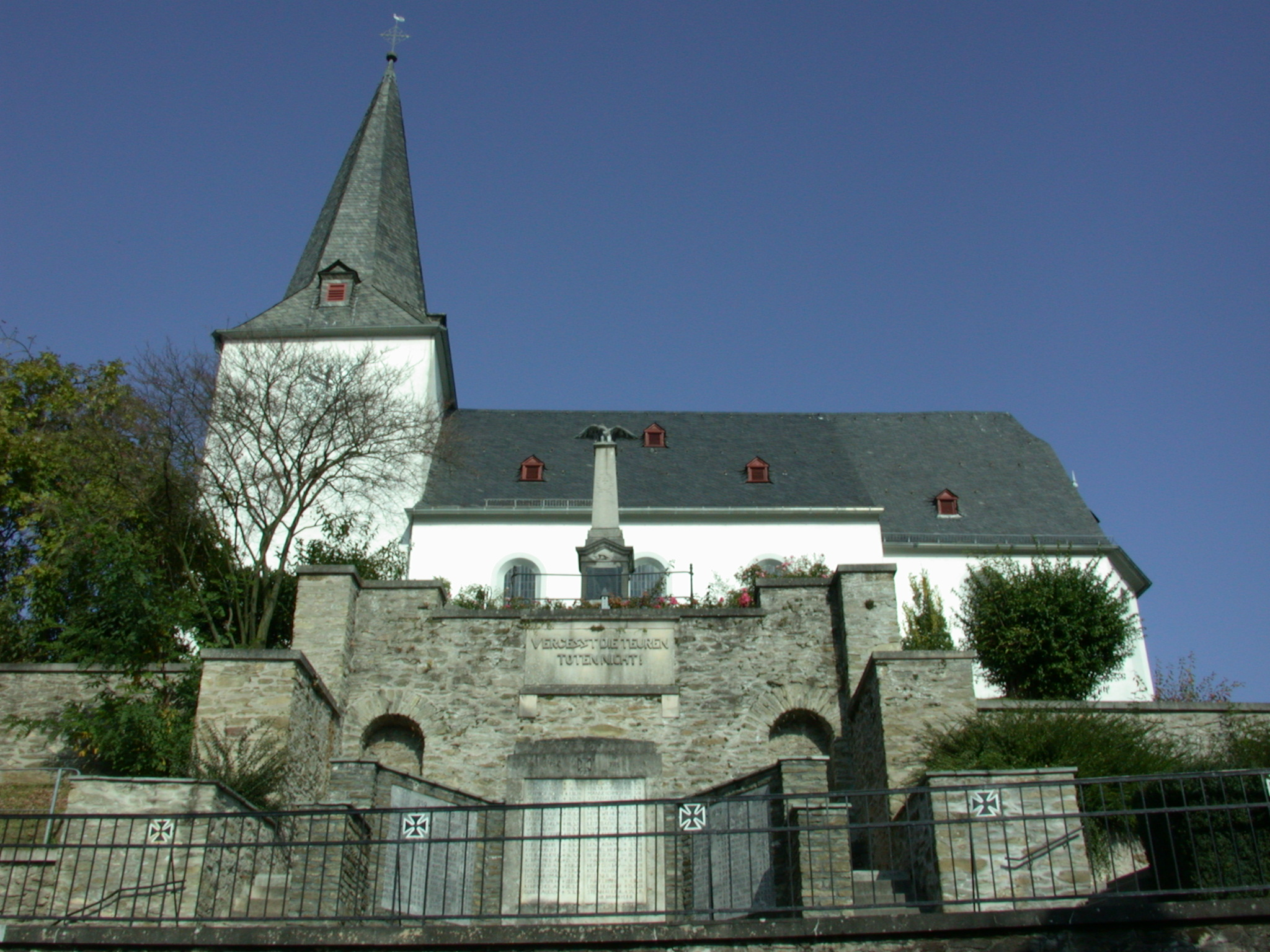
Evangelische Kirche mit Kriegsopfer-Gedenkstätte im Vordergrund

Die Kirche von Münster geht auf eine Gründung der Konradiner im 10. Jahrhundert zurück. Dendrochronologische Messungen des Gebälks im Dachstuhl ergaben, dass man dafür Bäume verwendete, die um 1180 gefällt wurden. Die historische Wehrkirche von Münster entstand auf den Grundmauern einer fränkischen Taufkirche im Laubustal. Während der Reformation erlebte die Kirche eine radikale Entfernung des katholischen Inventars und wurde zum Zentrum der Reformierten evangelischen Kirche im Laubustal. Seither erlebte die Kirche vier große Renovierungen und Umbauten.

#### Alte Schule
Ein markantes Gebäude in der Ortsmitte ist die alte Schule, die 1826/27 als nassauische Elementarschule erbaut wurde. Von 1828 bis 1956 wurde sie als Dorfschule genutzt. Sie enthielt drei Klassenräume und zwei Lehrerwohnungen. Von 1955 bis 1974 befand sich in dem Gebäude das Bürgermeisteramt der Gemeinde Münster, ab 1974 die Außenstelle der Verwaltung der Gemeinde Selters. 1980 wurde dort eine Seniorenstube und schließlich 1991 das Heimatmuseum des Ortsteils Münster eingerichtet.

## Infrastruktur

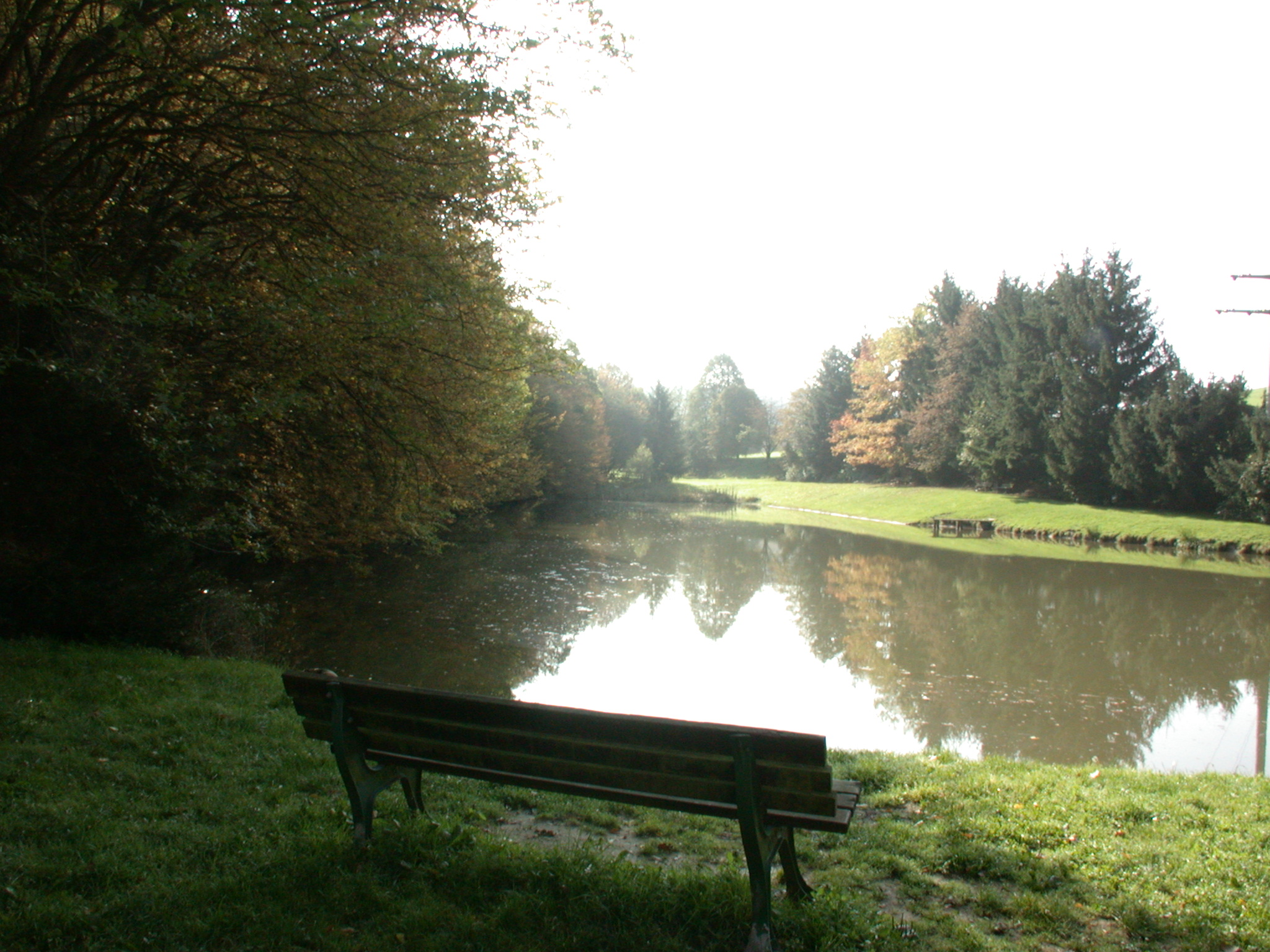
Naherholungsgebiet Lago Alfredo

### Einrichtungen
Die Freiwillige Feuerwehr Münster, gegründet 1933 (seit 30. November 1989 mit Jugendfeuerwehr), sorgt für den abwehrenden Brandschutz und die allgemeine Hilfe. Für die Kleinkinder besteht die Evangelische Kindertagesstätte Münster.

### Freizeitmöglichkeiten
Es bestehen die Mehrzweckhalle Münster, der Sportplatz, ein Kinderspielplatz, eine Grillhütte und Wanderwege.

## Söhne und Töchter von Münster
- Johannes Lang, trug 1652 dazu bei, dass die Hexenprozesse in der Herrschaft Runkel beendet wurden